# تانویله
تانویله (به فرانسوی: Thanvillé) یک کمون در فرانسه با جمعیت ۵۵۹ نفر است که در Canton of Villé واقع شده‌است.